# Rejim Maatoug
Rejim Maatoug (àrab: رجيم معتوق, Rajīm Maʿtūg) és un municipi de la governació de Kébili, al sud de Tunísia. És un poble nou, construït a un centenar de quilòmetres de la capital de la governació, a tocar d'un oasi modern dedicat a la producció de dàtils deglet nour.

## Història
Abans de la dècada del 1980, l'àrea de Rejim Maatoug era zona militar, amb una presó, a on, sota l'aparença de complir el servei militar, eren enviats els estudiants opositors al règim dels presidents Bourguiba i Ben Ali. La presó es va tancar l'any 2012.
L'any 1972 es van descobrir aigües subterrànies a la zona, la qual cosa va permetre dur a terme un experiment de desenvolupament en aquesta zona adjacent al Chott El Jerid, ja que l'aigua va permetre la plantació de palmeres datileres.
Cal tenir present la duresa del clima local, de caràcter desèrtic-continental, amb precipitacions anuals que no superen els 100 mm³ i amb una temperatura mitjana estimada en 21 graus centígrads (amb màximes de 55º a l'ombra a l'estiu i mínimes de -7º a l'hivern), acompanyada d'un terra sorrenc. Només el fet de poder disposar d'un cabal d'aigua estimat en 2.000 litres per segon, ha permès que s'hi desenvolupi l'agricultura recentment.

## Administració
El juny de 2015 el Consell de Ministres, encapçalat per Habib Essid, va decidir convertir Rejim Maatoug en una delegació o mutamadiyya i en una municipalitat o baladiyya de la governació de Kébili.
La municipalitat, amb codi geogràfic 63 17 (ISO 3166-2:TN-12), fou creada per un decret del 26 de maig de 2016. La municipalitat s'estén pels dos sectors o imades de la nova delegació o mutamadiyya de Rejim Maatoug:
- Rejim Mâatoug
- El Matrouha